# Graphium procles
Graphium procles là một loài bướm thuộc họ Papilionidae. Nó là loài đặc hữu của Malaysia.

## Hình ảnh

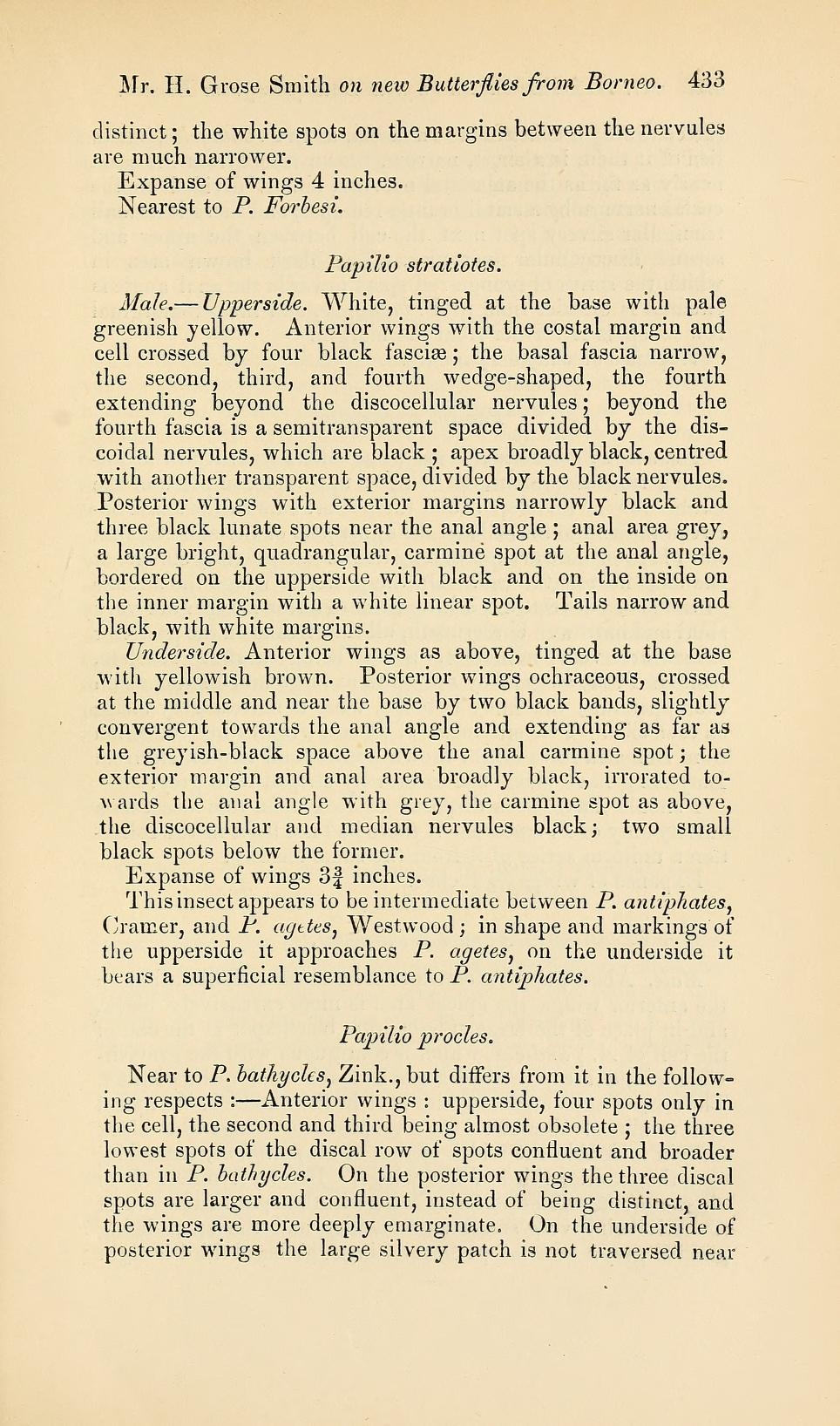
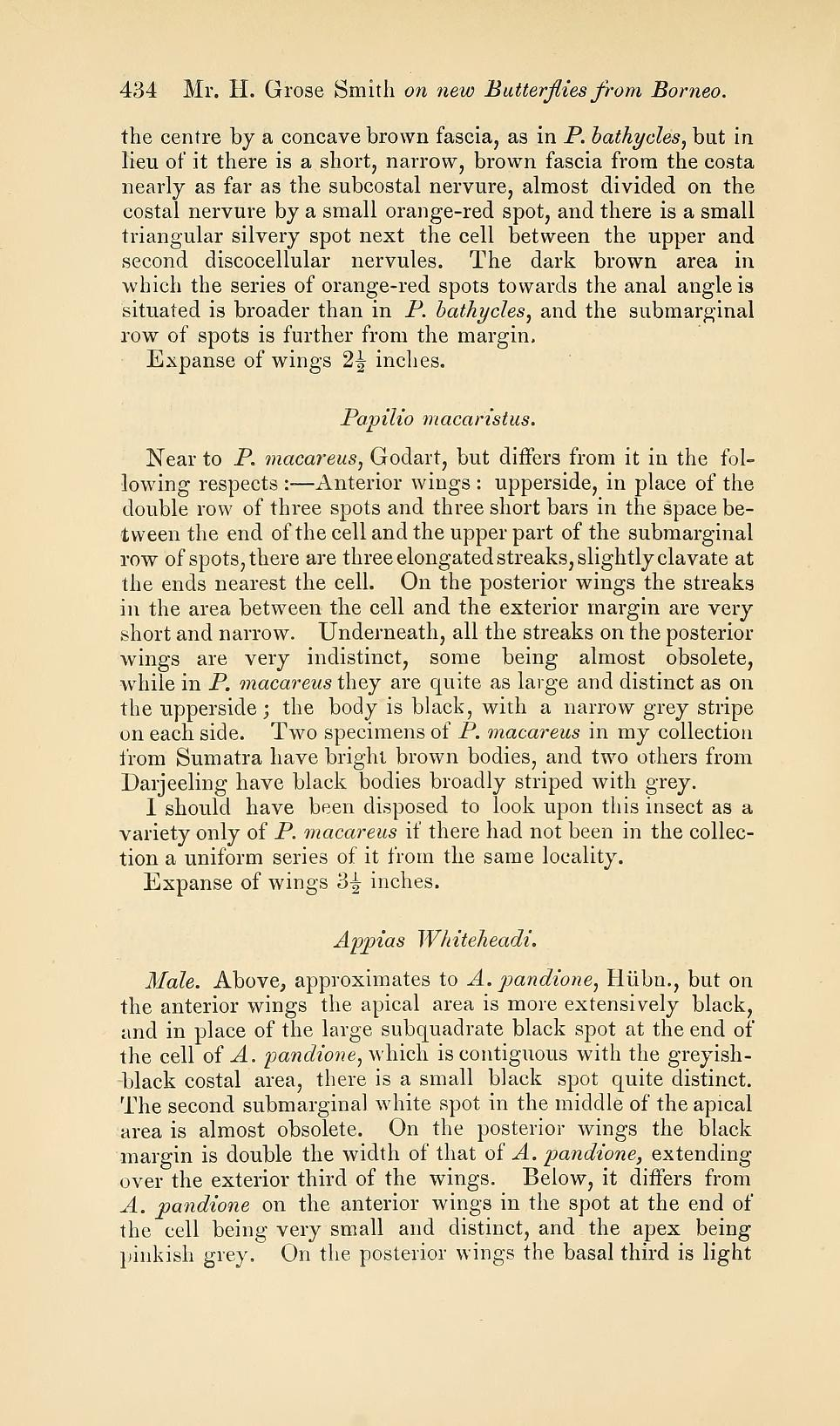
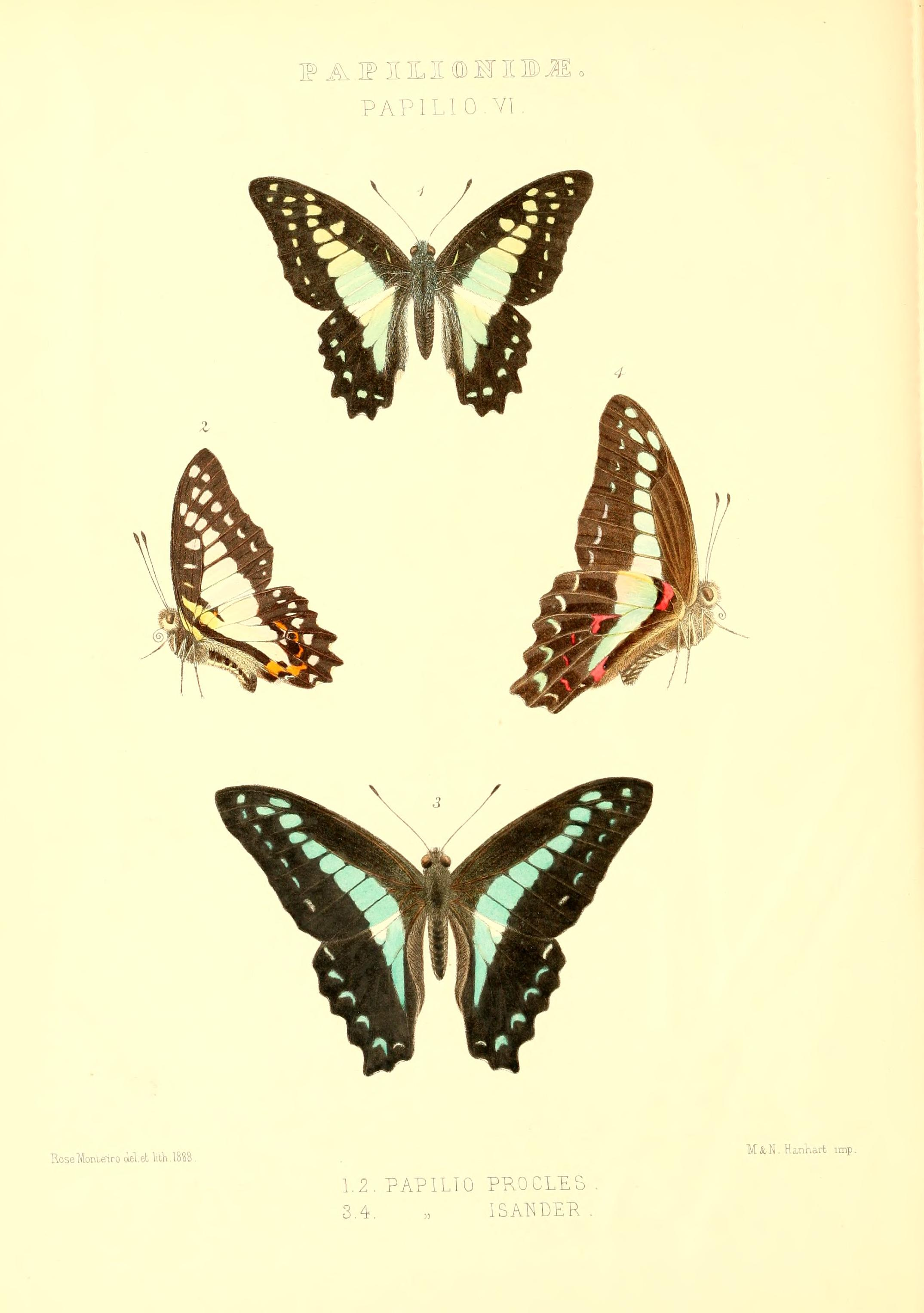